# 貝爾布蘭奇 (密蘇里州)
貝爾布蘭奇（英語：Bear Branch）是位於美國密蘇里州林縣的非建制地區。

## 歷史
貝爾布蘭奇的郵局於1871年設立，其後於1887年停運。

## 地理
貝爾布蘭奇所處的海拔為高於海平面267米（即876英呎），而該地所採用的時區為UTC-6，即北美中部時區（CST）。同時該地設有夏令時間，為UTC-6調快一小時，即UTC-5（CDT）。